# Sion (Suiza)
Sion (pronunciación en francés: /sjɔ̃/; en alemán: Sitten) es una ciudad y comuna del oeste/suroeste de Suiza, capital del cantón del Valais y del distrito de Sion. Cuenta con una población aproximada de 35 500 habitantes en 2018.

## Toponimia
El nombre de la ciudad en francés es Sion ([sjɔ̃]). En alemán el topónimo es Sitten ([zɪtən]), mientras que el antiguo nombre italiano era Seduno y el latín Sedunum. Este nombre deriva del pueblo céltico local: los sedunos (Sedunii). Sobre el actual sitio de Sion existía un oppidum identificado con el de Drousomagos, ¿mercado de Druso?, mencionado por Ptolomeo.

## Geografía
La ciudad se encuentra situada en el valle del río Ródano y está rodeada por los Alpes valesanos al sur y por los Alpes berneses al norte. La comuna limita al norte con las comunas de Savièse, Grimisuat y Ayent, al este con Saint-Léonard y Grône, al sur con Mont-Noble, Vex, Salins y Nendaz, y al oeste con Conthey.

## Historia
El actual solar de Sion fue ocupado desde el período neolítico (necrópolis del Petit-Chasseur). El origen del poblado,  sin embargo,  data de la época celta, cuando los sedunos establecieron una fortaleza (oppidum) denominada Drusomago, en las proximidades de Martigny. 
Hasta finales de la época romana, Drusomago estuvo bajo la sombra de Massongex y de Martigny, en ese entonces llamada Octodurus, que se hallaban sobre la ruta estratégica del Gran San Bernardo. En esa época,  como gran parte de las ciudades galas, cambió su nombre por uno que aludía a los pueblos de la región,  en este caso los sedunos. En el siglo V, el obispo desplazó la sede episcopal a Seduntum es decir Sion, y la ciudad se convirtió en el centro sociocultural de la región.

Sion (Sitten) hacia comienzos del

Desde el 999, el obispo de Sion se convirtió en conde del Valais. La ciudad fue destruida y saqueda varias veces hasta 1475, fecha en la cual las tropas saboyanas fueron rechazadas a las puertas de la ciudad en la batalla de La Planta.
De aquella época quedan aún los vestigios del castillo de Tourbillon y la basílica de Valère, antiguas sedes del obispo de Sion. La ciudad es aún sede de la diócesis de Sion, constituida por el cantón del Valais.
En 1968 la comuna de Bramois fue anexionada a la ciudad de Sion.

## Cultura

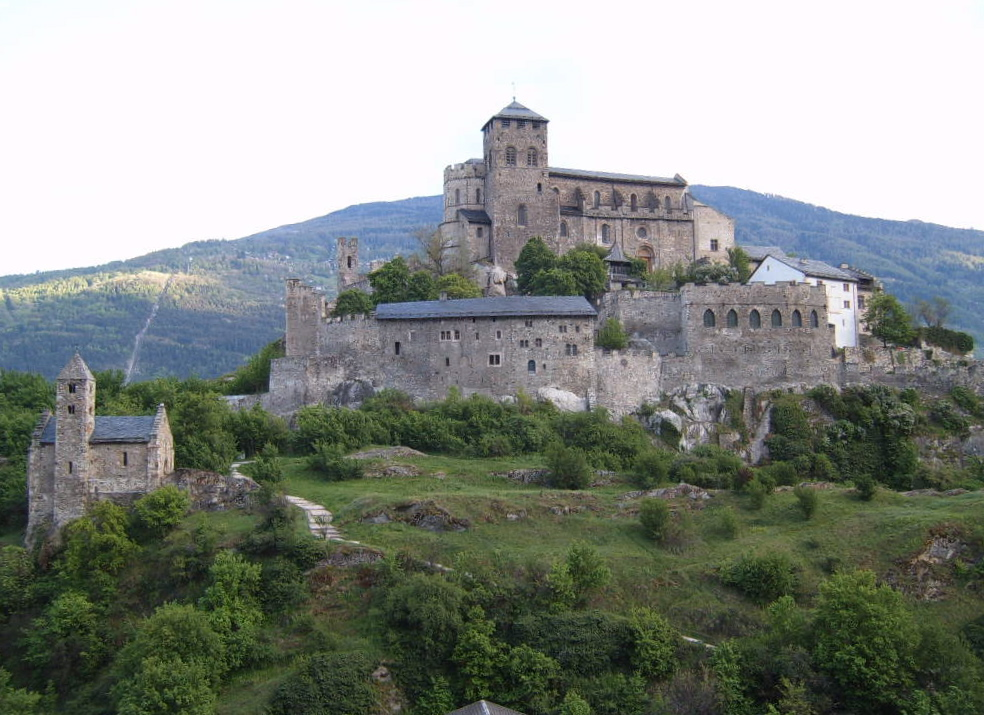
Basílica de Valère.

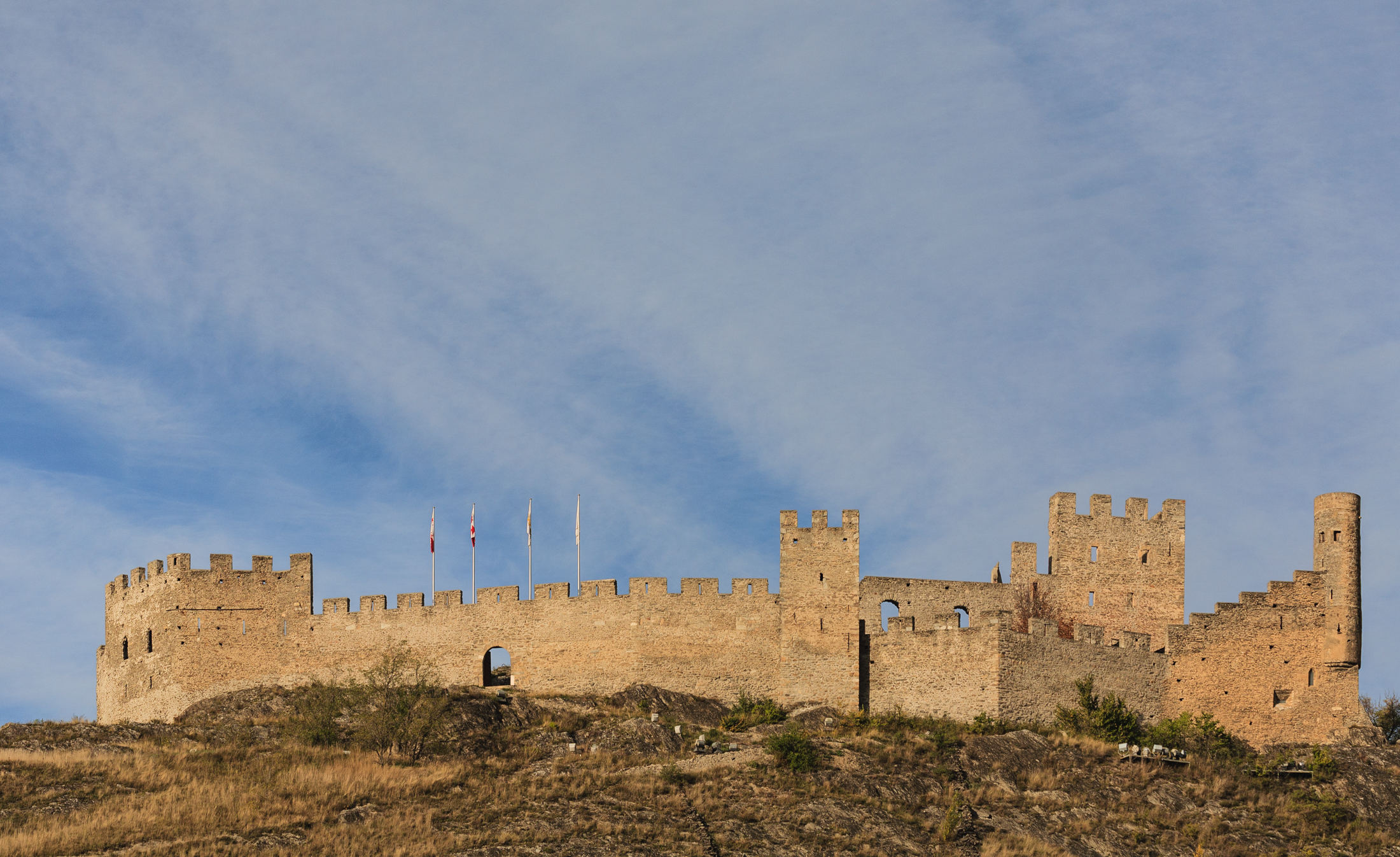
Castillo ruina Tourbillon

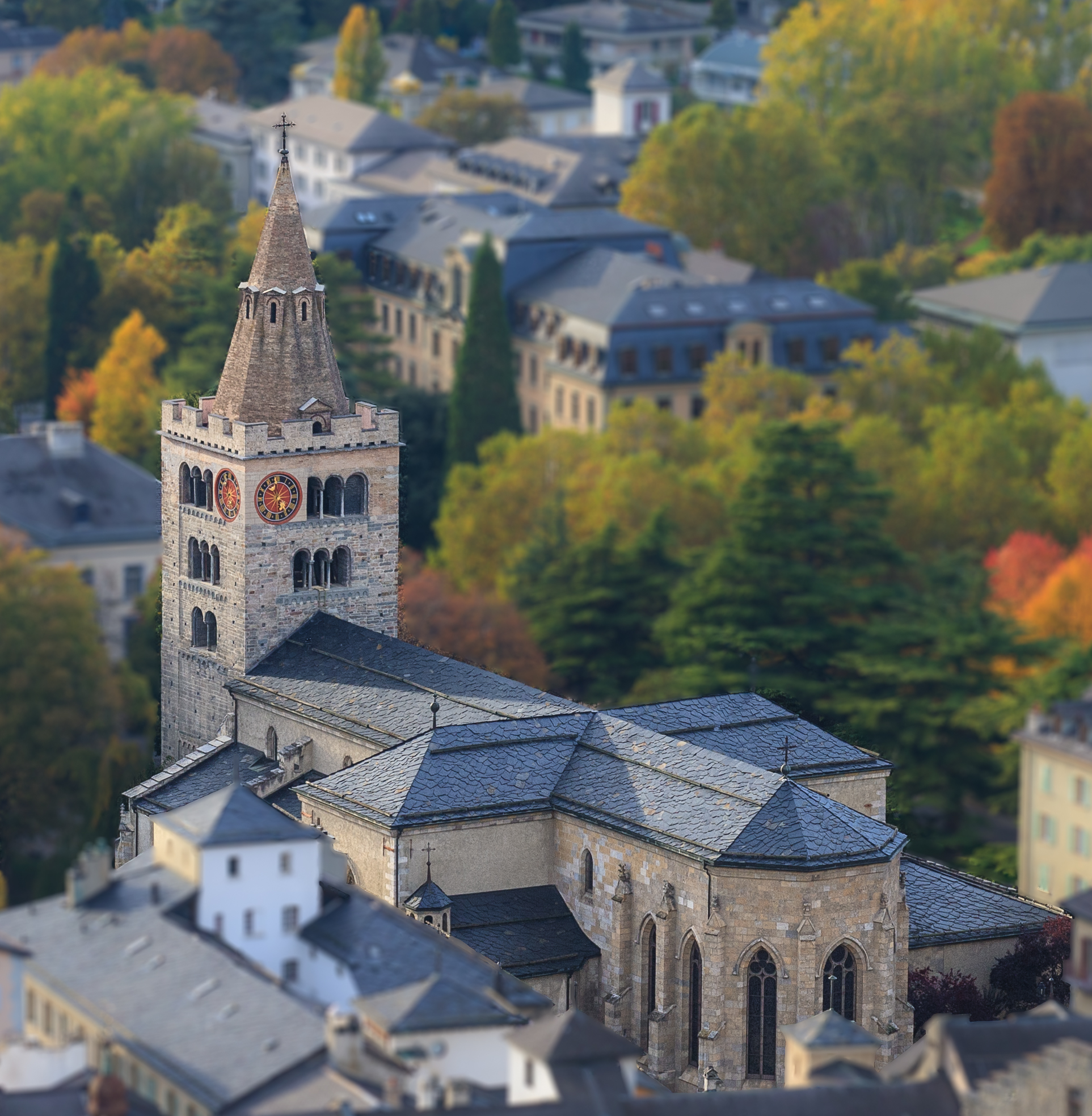
La Catedral de Nuestra Señora de Sion

La ciudad guarda con celo su increíble patrimonio arquitectónico, dos castillos (de los cuales uno está en ruinas) forman parte del paisaje de esta ciudad, además de la catedral del siglo XII, de estilo gótico, y las calles en la ciudad vieja cuentan la historia de esta ciudad, que ha sido colonia italiana, alemana y francesa.
Actualmente el idioma oficial de la ciudad es el francés, aunque se encuentra cerca de la frontera lingüística del Röstigraben, y tiene una población germana que constituye el 5 % de la población total.
Sion es considerada como la ciudad más agradable para vivir en Suiza, debido a la variedad de actividades que es posible practicar allí, su clima y por su amueblamiento urbano generalmente adornado durante todo el año.

## Deporte
La ciudad es visitada por miles de turistas cada año; en verano por su clima especialmente caluroso (en comparación con las otras ciudades suizas) y en invierno porque está encerrada entre los Alpes, lo que posibilita la práctica de deportes de invierno como el esquí y el snowboard, entre otros. La ciudad se ha presentado tres veces como candidata para los Juegos Olímpicos de Invierno, pero hasta ahora siempre ha llegado en segunda posición en 1976, 2002 y 2006. En un referéndum celebrado en el cantón de Valais en junio de 2018, una mayoría del 53 por ciento de los votantes votó en contra del apoyo financiero a la candidatura para los Juegos Olímpicos de Invierno de 2026 en Sion.
Sion tiene un equipo de fútbol, el FC Sion, que ha ganado once veces la Copa Suiza.

## Transporte
Transporte aéreo
La ciudad cuenta con el aeropuerto de Sion, que presta servicio internacional en la época invernal, aunque esto es muy restringido, ya que se trata principalmente de un aeropuerto militar utilizado por la Fuerza Aérea Suiza. 
Ferrocarril
Sion cuenta con una estación de trenes que la conectan principalmente con las demás ciudades del cantón y con los principales centros urbanos de Suiza. Además la ciudad tiene una red de trenes regionales que la comunican con los centros urbanos del valle del Ródano. También cuenta con una terminal de autobuses que permiten acceder a las principales estaciones de esquí de la región.
La principal línea ferroviaria recorre: Ginebra-Lausana-Sion-Brig-Milán.

## Ciudades hermanadas
- Wiblingen (Alemania)
- Colón (Argentina)